# Burg Friedersried

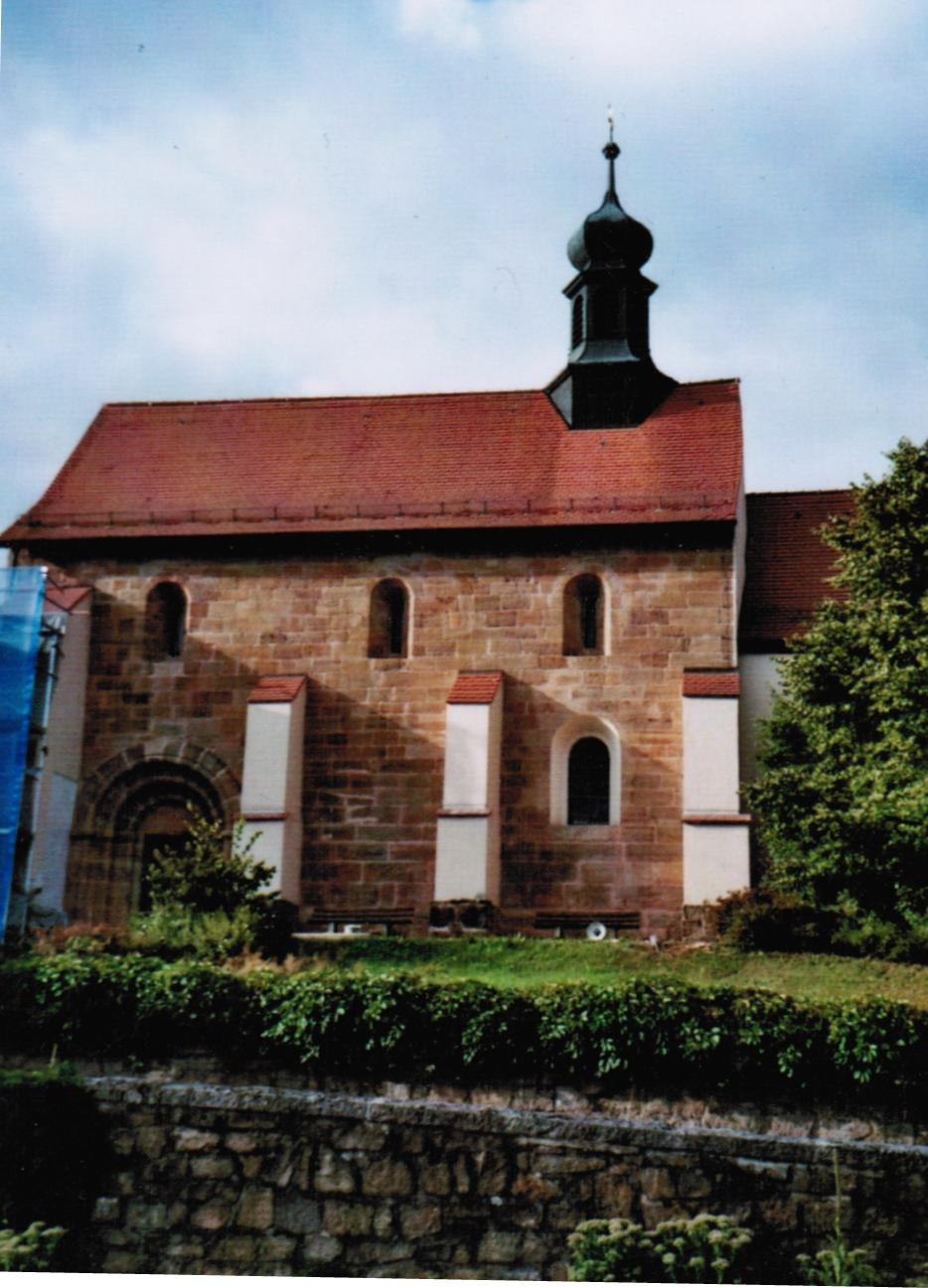
Ehemalige Burgkapelle Heilige Drei Könige und St. Matthäus in Friedersried

Die denkmalgeschützten Reste der abgegangenen Burg Friedersried befinden sich in dem gleichnamigen Ortsteil des Oberpfälzer Marktes Stamsried im Landkreis Cham (Friedersried 17).

## Geschichte
Der Name Friedersried verweist auf einen Rodungsort, der mit dem Landesausbau im 11. Jahrhundert in Verbindung steht, und auf den Siedlungsgründer. Friderichsruith entstand auf dem Gebiet, das 1107 von Kaiser Heinrich II. dem Bistum Bamberg übergeben hat. 1109 wurde es Teil der Gründungsausstattung des Klosters Prüfening.
Ab der zweiten Hälfte des 12. Jahrhunderts ist hier die bambergische Ministerialenfamilie der Friedrichsreuter nachzuweisen. Als erste Vertreter dieser Familie erscheinen um 1130/40 ein Friedrich de Friderichsruite und sein Bruder Megingoz. Ein 1189 in einem Prüfeninger Schlichtungsvertrag erwähnter Friedrich von Friedersried ist vermutlich der Sohn des zuvor genannten Friedrichs. Auch ein Megingoz taucht 1190/1220 nochmals als Zeuge auf, vermutlich ein Sohn des Megingoz des Älteren, er gilt als Erbauer der Burgkapelle Hl. Drei Könige. Die letzten Friedrichsreuter sind  ein zwischen 1212 und 1224 in einer Tradition des Klosters Reichenbach genannter Henricus de Friedrichsruit sowie ein 1261 belegter Fridericus de Friderichsriut. Die Familie scheint danach ausgestorben zu sein, die weiteren Besitzer der Burg sind nicht bekannt. Vielleicht ist die Anlage in den Hussitenkriege zerstört worden.

## Burg Friedersried heute
Erhalten sind einige Mauerreste der ehemaligen Burg in dem Haus Friedrichsried Nr. 17. Zu erkennen sind Granitquader und eine Bruchsteinmauer mit einer einfachen Schlitzscharte aus dem frühen 12. Jahrhundert; die Anlage ist durch einen Bauernhof überbaut. Nördlich daran anschließend liegt der Unterbau eines annähernd quadratischen Turms (6,5 × 6,25 m) aus Granit- und Sandsteinquadern.
Westlich davon liegt die ehemalige Burgkapelle Heilige Drei Könige und St. Matthäus, die später zur Dorfkirche wurde. Von der Burg aus bestand ein direkter Zugang durch eine hochgelegte Rechteckspforte in der Westmauer der Kirche, die über einen hölzernen Steg direkt von den Wohngebäuden der Burg aus erreichbar war. In dieser Oberkirche befand sich ein eigener Altar für die Burgherren.